# Lissonotus confinis
Lissonotus confinis là một loài bọ cánh cứng trong họ Cerambycidae.